# جون كاي (مخترع)
جون كاي هو مخترع إنجليزي يُعرف بابتكاره للمكوك الطائر، الذي كان اختراعًا مهمًا في مجال صناعة النسيج. ساهم المكوك الطائر في تسريع عمليات النسيج وزيادة إنتاجية النسيج بشكل كبير، مما جعله أحد العناصر الأساسية في الثورة الصناعية. كان هذا الابتكار بسيطًا ولكنه أحدث تأثيرًا كبيرًا على الصناعة والحياة الاقتصادية في القرن الثامن عشر.

## النشأة والخلفية
وُلد جون كاي في عام 1704 في ليدز بإنجلترا. نشأ في بيئة مرتبطة بصناعة النسيج، حيث كان والده يعمل كحائك. بدأ كاي حياته المهنية في ورشة العائلة، حيث اكتسب خبرة واسعة في صناعة النسيج. لاحقًا، أصبح هو نفسه حائكًا ماهرًا، لكن سرعان ما بدأ يفكر في طرق لتحسين عملية النسيج وزيادة كفاءتها.

## اختراع المكوك الطائر
في عام 1733، اخترع جون كاي المكوك الطائر، الذي كان تطورًا مهمًا في صناعة النسيج. كانت الآلات اليدوية المستخدمة في النسيج قبل هذا الاختراع بطيئة وتتطلب جهدًا كبيرًا من الحائك، حيث كان عليه أن يستخدم يديه لتمرير المكوك بين الخيوط العرضية واللحمة. كان هذا العمل شاقًا ويستغرق وقتًا طويلاً.
جاء كاي بفكرة بسيطة ولكنها فعالة: تصميم مكوك يتم تثبيته على آلية ميكانيكية تمكنه من التحرك بسرعة عبر الخيوط بواسطة اليد أو القدم، مما جعل من الممكن نسج الأقمشة بسرعة أكبر وبجهد أقل. أتاح المكوك الطائر للحائك إنتاج نسيج أعرض وأسرع، مما زاد من إنتاجية العمل بشكل ملحوظ.

## التأثير على صناعة النسيج
كان لاختراع كاي تأثير كبير على صناعة النسيج. بفضل المكوك الطائر، أصبحت الأقمشة تُنتج بكميات أكبر وبتكلفة أقل، مما أدى إلى زيادة العرض وخفض الأسعار. هذا الاختراع مهد الطريق لتطوير مزيد من الآلات النسيجية التي كانت تعمل بالطاقة في وقت لاحق، مثل النول الآلي. بالرغم من نجاح اختراعه، واجه كاي الكثير من المعارضة من الحائكين اليدويين الذين خشوا من فقدان وظائفهم بسبب استخدام المكوك الطائر. كانت هناك محاولات لتدمير مكوكاته، وتعرض كاي للتهديد والهجوم من قبل العاملين في الصناعة التقليدية.

## التحديات والصعوبات
واجه جون كاي العديد من التحديات بعد اختراعه للمكوك الطائر. رغم أن الاختراع كان ناجحًا، إلا أن كاي لم يجنِ الفوائد المالية المتوقعة. كان الحرفيون والمصنعون يترددون في دفع رسوم الترخيص لاستخدام المكوك الطائر، وكانت هناك محاولات لسرقة تصميمه. بالإضافة إلى ذلك، واجه كاي صعوبات قانونية ومعارضة شديدة من الحرفيين الذين كانوا يرون في اختراعه تهديدًا لمصدر رزقهم. بسبب هذه التحديات، اضطر كاي إلى مغادرة إنجلترا والعيش في فرنسا، حيث واصل محاولاته لتطوير وتحسين تقنيات النسيج. لكنه لم يتمكن من تحقيق النجاح المالي أو الاعتراف الكامل الذي يستحقه في حياته.

## الإرث
رغم الصعوبات التي واجهها، يُعتبر جون كاي واحدًا من أبرز المخترعين الذين ساهموا في الثورة الصناعية. كان المكوك الطائر بداية لتطورات هائلة في صناعة النسيج، ومهد الطريق لابتكارات أخرى في مجال الآلات النسيجية. اليوم، يُذكر كاي كرائد في مجال التكنولوجيا الصناعية، ورغم أنه لم يحظ بالاعتراف المالي الذي يستحقه في حياته، فإن تأثيره لا يزال ملموسًا في الصناعة الحديثة.

## وصلات خارجية
1. ↑   https://www.vle.lt/straipsnis/john-kay/. {{استشهاد ويب}}: |url= بحاجة لعنوان (مساعدة) والوسيط |title= غير موجود أو فارغ (من ويكي بيانات) (مساعدة)